# Bulbophyllum fritillariiflorum
Bulbophyllum fritillariiflorum är en orkidéart som beskrevs av Johannes Jacobus Smith. Bulbophyllum fritillariiflorum ingår i släktet Bulbophyllum och familjen orkidéer. Inga underarter finns listade i Catalogue of Life.